# الأبراج الثلاثة لسان مارينو

شعار جمهورية سان مارينو

الأبراج الثلاثة لسان مارينو هي مجموعة من الأبراج الواقعة على مونتي تيتانو ، والتي تطل على مدينة سان مارينو ، عاصمة جمهورية سان مارينو . ضمنت هذه الأبراج الدفاع عن مدينة سان مارينو وتم تصميمها على شعار النبالة للجمهورية . يتم تمثيلهم أيضًا على عملات الليرة من سان مارينو وعلى عملات اليورو من سان مارينو (1 سنت و 5 سنتيمترات و 50 سنتيمترًا).

## البرج الأولى
برج Guaita هو أقدم الأبراج الثلاثة وأشهرها. تم بناؤه خلال القرن  قرن الحادي عشر واستخدمت لفترة وجيزة كسجن.

## البرج الثاني
يقع برج سيستا على قمة جبل تيتانو. تم بنائه خلال قرن الثالث عشر . يضم المبنى متحف ، متحف الأسلحة القديمة الذي تم بناؤه عام 1956 .

## البرج الثالث
برج مونتال هو أصغر الأبراج الثلاثة. تم بنائه خلال القرن الرابع عشر . على عكس البرجين الآخرين ، هذا البرج غير مفتوح للجمهور.

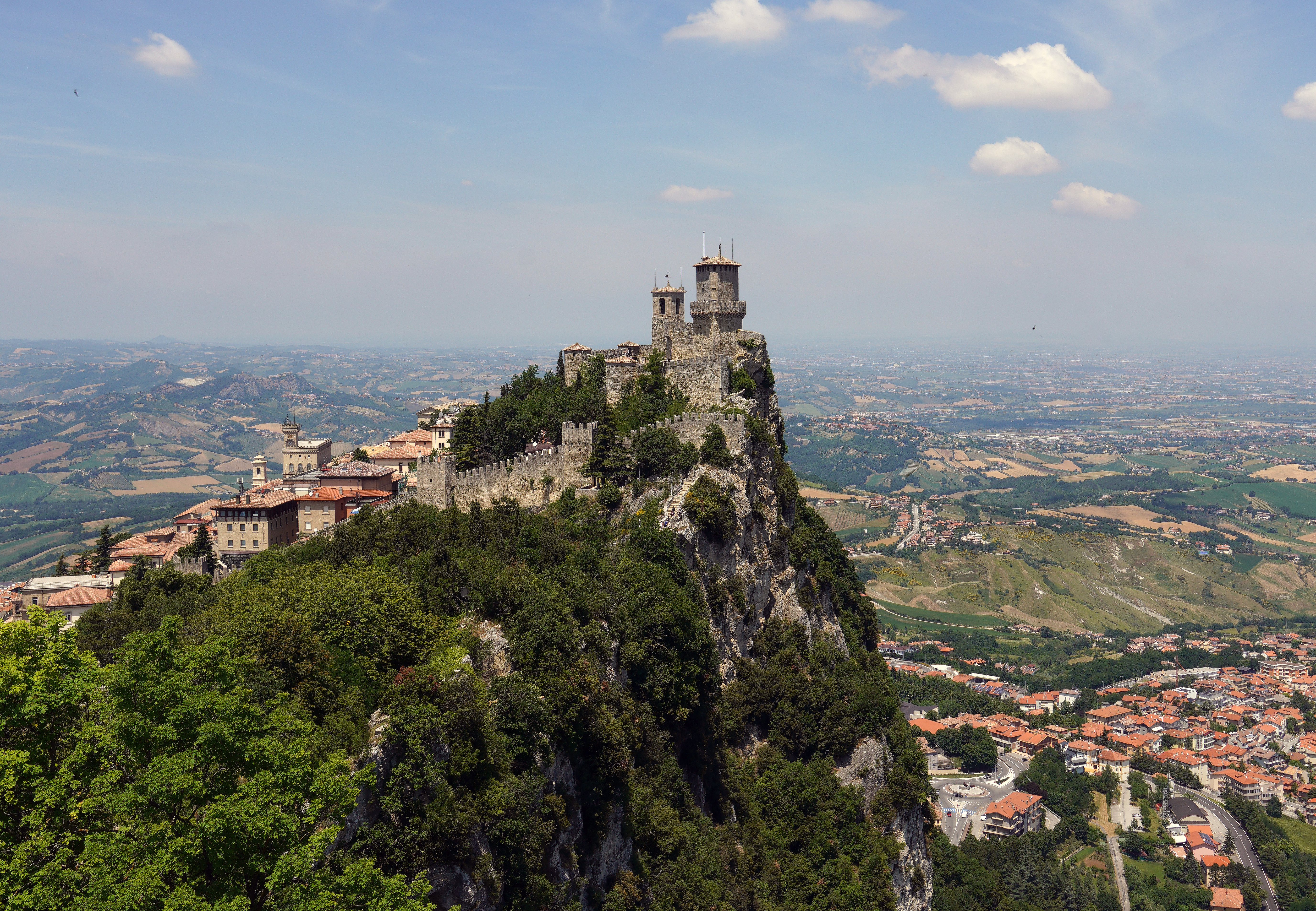
برج Guaita
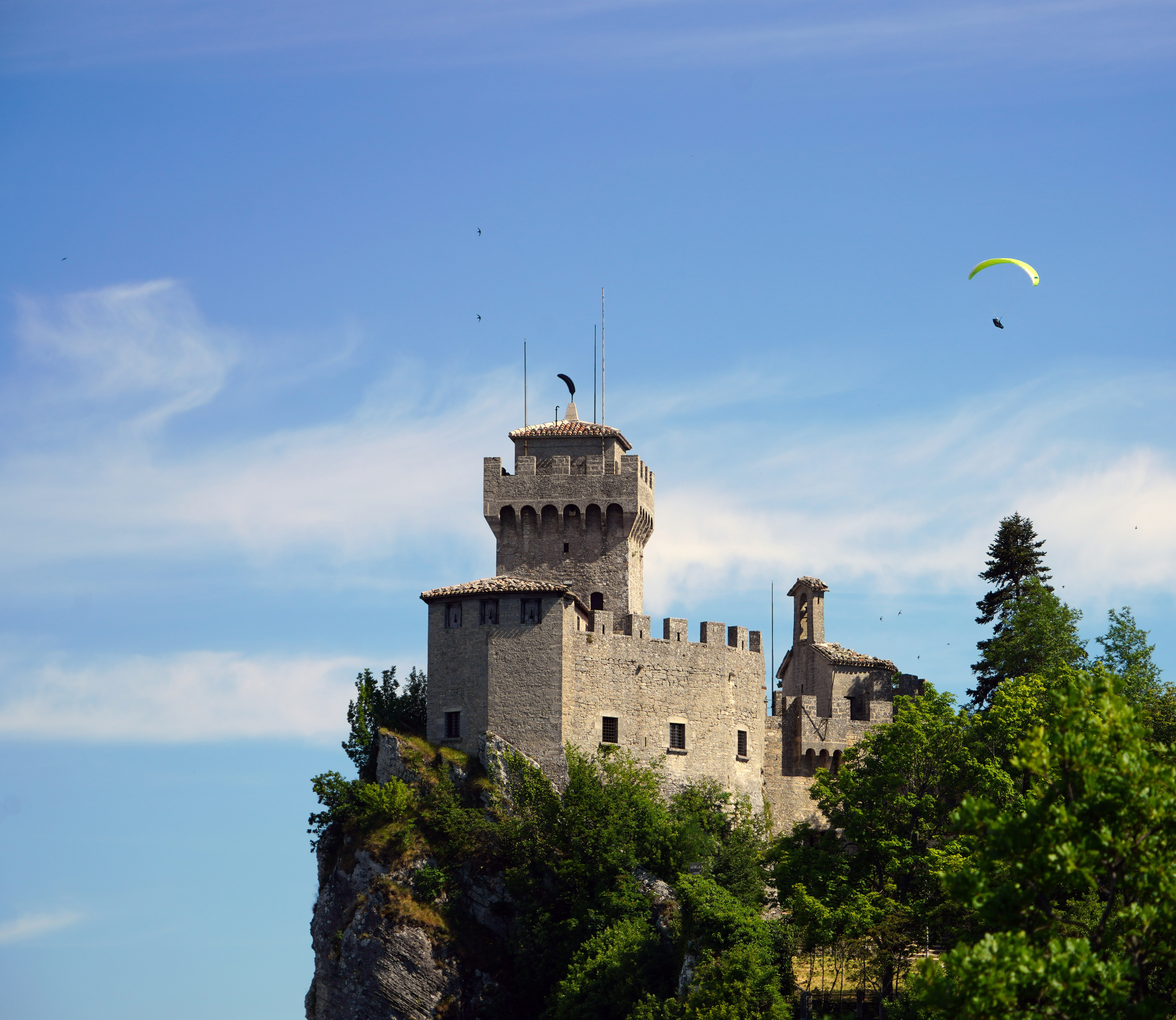
برج سيستا
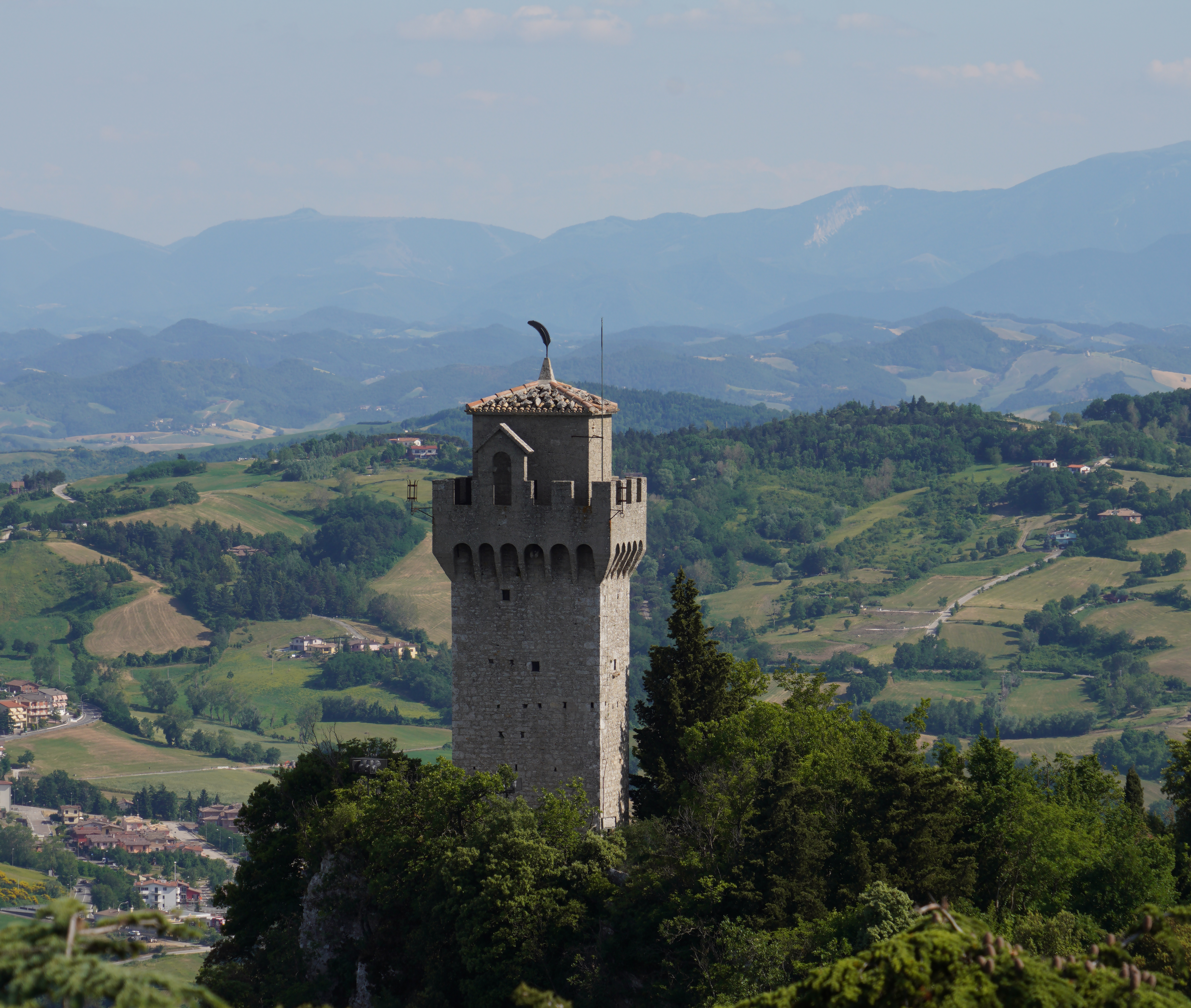
برج مونتال